# Pale (Bosnie-Herzégovine)
Pour les articles homonymes, voir Pale.
Pale (en serbe cyrillique : Пaле) est une ville et une municipalité de Bosnie-Herzégovine située sur le territoire de la ville d'Istočno Sarajevo et dans la république serbe de Bosnie. Selon les premiers résultats du recensement bosnien de 2013, la ville intra muros compte 13 883 habitants et la municipalité 22 282.
Pale est l'une des six municipalités constituant la Ville d'Istočno Sarajevo, adjacente à Sarajevo et parfois appelée Srpsko Sarajevo en raison de sa population majoritairement serbe.

## Géographie
Pale se situe à quatorze kilomètres à l'est-sud-est de Sarajevo, à proximité de la rivière Miljacka qui traverse la capitale bosnienne. Elle se trouve sur la route reliant Sarajevo à Goražde.
La ville se trouve à l'est de la Bosnie-Herzégovine, au cœur des Alpes Dinariques, contre le massif de Jahorina. La ville, entourée de forêts (66 % de la superficie de la municipalité), constitue un lieu de villégiature (sanatoriums, etc). La station de ski de Jahorina (vingt kilomètres au sud de Pale) a accueilli des épreuves de ski lors des jeux olympiques de Sarajevo en 1984.
La municipalité de Pale est entourée par celles de Istočni Stari Grad et Istočno Sarajevo à l'ouest, Trnovo (canton de Sarajevo), Trnovo (république serbe de Bosnie) et Foča-Ustikolina au sud, Pale-Prača et Rogatica à l'est et Sokolac au nord.

## Climat
Le climat de Pale et de sa région est de type continental tempéré froid, avec une température moyenne annuelle de 8,8 °C ; août est le mois le plus chaud de l'année, avec une moyenne de 18,2 °C. Le mois le plus froid est janvier, avec une moyenne de −1,5 °C. La moyenne des précipitations annuelles est de 1 000 mm/m2, avec les précipitations mensuelles les plus faibles en février et les plus élevées en novembre.
| Mois                                 | Janv | Fév  | Mars | Avr  | Mai  | Juin | Juil | Août | Sept | Oct  | Nov | Déc  | Année |
| ------------------------------------ | ---- | ---- | ---- | ---- | ---- | ---- | ---- | ---- | ---- | ---- | --- | ---- | ----- |
| Températures maximales moyennes (°C) | 1,8  | 4,5  | 8,9  | 13,2 | 18,0 | 21,4 | 24,3 | 24,7 | 20,8 | 14,9 | 7,8 | 3,5  |       |
| Températures moyennes (°C)           | -1,5 | 0,4  | 4,2  | 8,1  | 12,5 | 15,7 | 18,1 | 18,2 | 14,7 | 9,9  | 4,3 | 0,5  | 8,8   |
| Températures minimales moyennes (°C) | -4,7 | -3,6 | -0,4 | 3,0  | 7,1  | 10,1 | 12,0 | 11,7 | 8,7  | 5,0  | 0,9 | -2,4 |       |
| Précipitations moyennes (mm)         | 76   | 71   | 71   | 79   | 92   | 94   | 84   | 75   | 81   | 86   | 99  | 92   | 1000  |

## Histoire

### Histoire ancienne
La région de Pale est depuis très longtemps un lieu de passage important entre la vallée de la rivière Miljacka et de la vallée de la Drina.
De l'époque romaine subsistent, à l'état de ruines préservées, des éléments de routes et de bâtiments, dans les villages de Miosici et Iliak.
Au tournant des XIVe siècle - XVe siècle, la région appartient à la famille noble Pavlović (en), qui entretient une quinzaine d'établissements fortifiés, dont la forteresse de Pavlovac, la forteresse de Borač, Gradina et Hodidjed (en).
Pavle Radenovic (en), le fondateur de la ligne Pavlovic, est également propriétaire de mines à Olovo (nord), d'établissements à Trebinje, Konavle et Cavtat (Vieux-Raguse) sur la côte dalmate.
Pavle Radenovic meurt en duel en 1415. Luis succèdent son fils aîné Petar (-1420), puis le cadet Radoslav (1420-1441), puis le fils de celui-ci, Ivaniš (1441-1450).
À la mort du roi Stefan Tvrtko Ier de Bosnie en 1391, les maisons féodales de Bosnie ont de sérieuses difficultés à s'entendre pour se partager le pouvoir. La famille demande l'aide de ses alliés ottomans, qui profitent des divisions pour établir leur autorité et leur conquête.
L'Empire ottoman réorganise la région, définit un "Pavli Vilayet", devenu vers 1877 "Pâle".
En 1831, le capitaine Husein Gradaščević (1802-1834) prend la direction (forteresse de Gradačac) des rebelles de l'aristocratie bosniaque, mécontents des projets de réforme du sultan, et exigeant le maintien du statu-quo en Bosnie et le droit d'élire un vice-roi. Sans attendre, il se nomme lui-même vice-roi, ce qui brise les rangs de la rébellion et facilite la reprise en mains par le sultan, après la défaite militaire du capitaine à la bataille de Pale.
Après le Congrès de Berlin, et l'instauration du pouvoir austro-hongrois, favorisant l'exploitation des ressources naturelles, Pale se développe à partir de l'exploitation forestière, avec scieries. Le chemin de fer arrive en 1903-1905. La première école primaire (pour enfants orthodoxes, catholiques et juifs) ouvre en février 1907.
Le progrès approche. Mais les guerres aussi.

### 1914-1990
- Autriche-Hongrie dans la Première Guerre mondiale
- Invasion de la Yougoslavie (avril 1941)

### Histoire récente
À l'origine simple localité en banlieue de Sarajevo, la ville acquiert sa notoriété en devenant de facto le 9 janvier 1992 la capitale de la république serbe de Bosnie au cours de la guerre d'indépendance de la Bosnie-Herzégovine. Le gouvernement de la république serbe de Bosnie et l'Assemblée serbe de Bosnie siégeront durant la guerre à Pale et revendiqueront Sarajevo comme capitale officielle.
Avec les accords de Dayton entrés en vigueur le 14 décembre 1995, le gouvernement de la république serbe de Bosnie décide de déménager et Pale perd son statut de capitale de facto au profit de Banja Luka, Sarajevo restant la capitale officielle.
Avant 1992, Pale était considérée comme une localité de la grande banlieue de Sarajevo. Avec les accords de Dayton, la localité de Pale-Prača (aujourd'hui Podrinje) est revenue à la fédération de Bosnie-et-Herzégovine et le reste de la municipalité est revenue à la république serbe de Bosnie sous le nom de Pale (ou Srpsko Sarajevo pour les Serbes) Depuis la partition territoriale et les changements dans la composition ethnique de la population, Pale ressemble de plus en plus à une ville à part entière.

## Localités

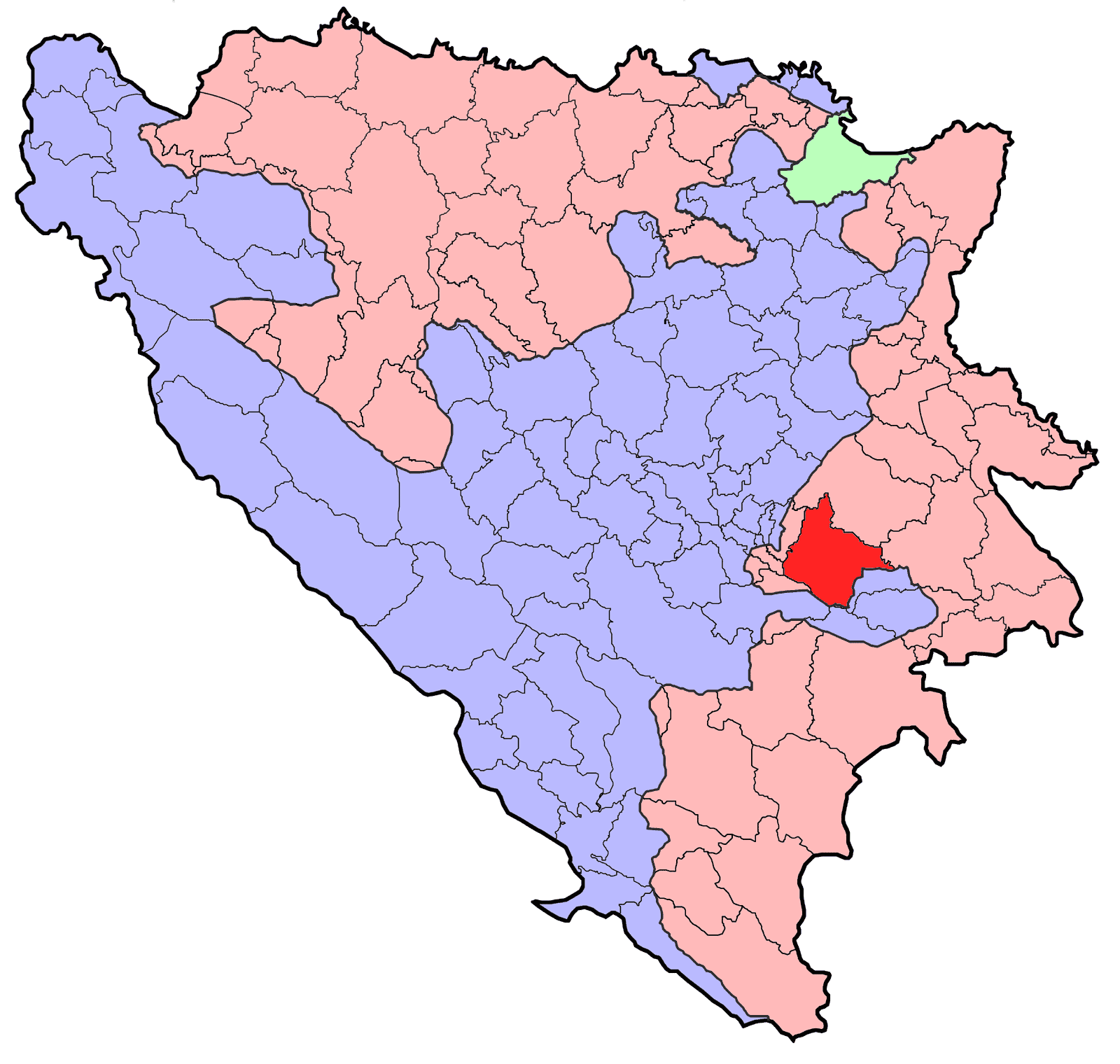
Localisation de la municipalité de Pale en Bosnie-Herzégovine

La municipalité de Pale compte 63 localités :
| - Bjelogorci - Bljuštevac - Bogovići - Brdarići - Brdo - Brezovice - Brnjica - Buđ - Ćemanovići - Donja Ljubogošta - Donja Vinča - Gluhovići - Gornja Ljubogošta | - Gornja Vinča - Gornje Pale - Gornji Pribanj - Gorovići - Gradac - Gute - Hotočina - Jahorina - Jasik - Jelovci - Kadino Selo - Kamenica - Kasidoli | - Kosmaj - Kostreša - Kračule - Luke - Miošići - Modrik - Mokro - Nehorići - Pale - Pavlovac - Petovići - Podgrab - Podloznik | - Podmedenik - Podvitez - Ponor - Prača - Prutine - Pustopolje - Radonjići - Rakite - Rakovac - Rogoušići - Rosulje - Saice - Sinjevo | - Sjetlina - Srednje - Stajna - Stambolčić - Strane - Sumbulovac - Šip - Turkovići - Udež - Vinograd - Vlahovići |

## Démographie

### Villeintra muros

#### Évolution historique de la population dans la villeintra muros
| 1948 | 1953 | 1961  | 1971  | 1981  | 1991  | 2013   |
| ---- | ---- | ----- | ----- | ----- | ----- | ------ |
| -    | -    | 1 086 | 1 579 | 2 105 | 7 384 | 13 883 |

|  |

### Municipalité

#### Évolution historique de la population dans la municipalité
| 1971   | 1981   | 1991   | 2013   |
| ------ | ------ | ------ | ------ |
| 16 119 | 15 482 | 16 355 | 22 282 |

#### Répartition de la population par nationalités dans la municipalité (1991)
En 1991, sur un total de 16 355 habitants, la population se répartissait de la manière suivante :

## Politique
À la suite des élections locales de 2012, les 25 sièges de l'assemblée municipale se répartissaient de la manière suivante, :
| Parti                                                 | Sièges |
| ----------------------------------------------------- | ------ |
| Parti démocratique serbe (SDS)                        | 7      |
| Parti du progrès démocratique (PDP)                   | 5      |
| Alliance des sociaux-démocrates indépendants (SNSD)   | 5      |
| Parti démocratique national (NDS)                     | 2      |
| Mouvement pour notre ville                            | 2      |
| Alliance pour une République serbe démocratique (SDS) | 1      |
| Parti socialiste (SP)                                 | 1      |
| Parti radical serbe de Bosnie-Herzégovine (SRS)       | 1      |
| Alliance démocratique nationale (DNS)                 | 1      |

Miodrag Kovačević, membre du Parti démocratique serbe (SDS), a été élu maire de la municipalité,.

## Tourisme

### Monuments culturels

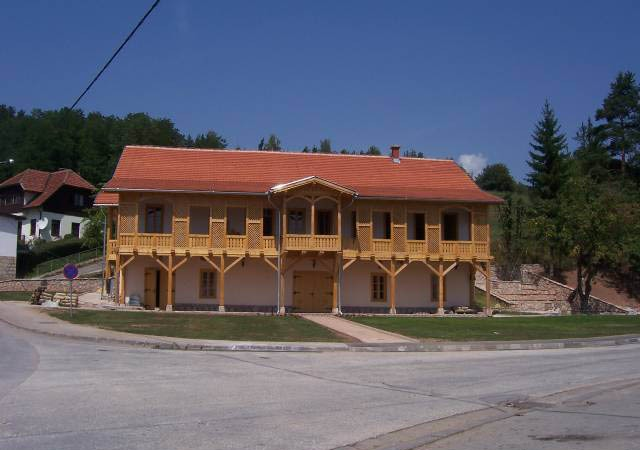
La maison de la famille Ceković

Plusieurs ensembles culturels de Pale et de sa région sont inscrits sur la liste des monuments nationaux de Bosnie-Herzégovine :
- la maison de la famille Ceković, qui remonte à la seconde moitié du XIXe siècle[11] ;
- l'église de la Dormition-de-la-Mère-de-Dieu de Pale, une église orthodoxe serbe serbe construite en 1909 et inscrite avec certains de ses biens mobiliers[12]
- l'église Saint-Joseph de Pale, une église catholique en bois construite en 1911, inscrite avec ses biens mobiliers[13] ;
- la villa Hadžišabanović, construite en 1912[14].

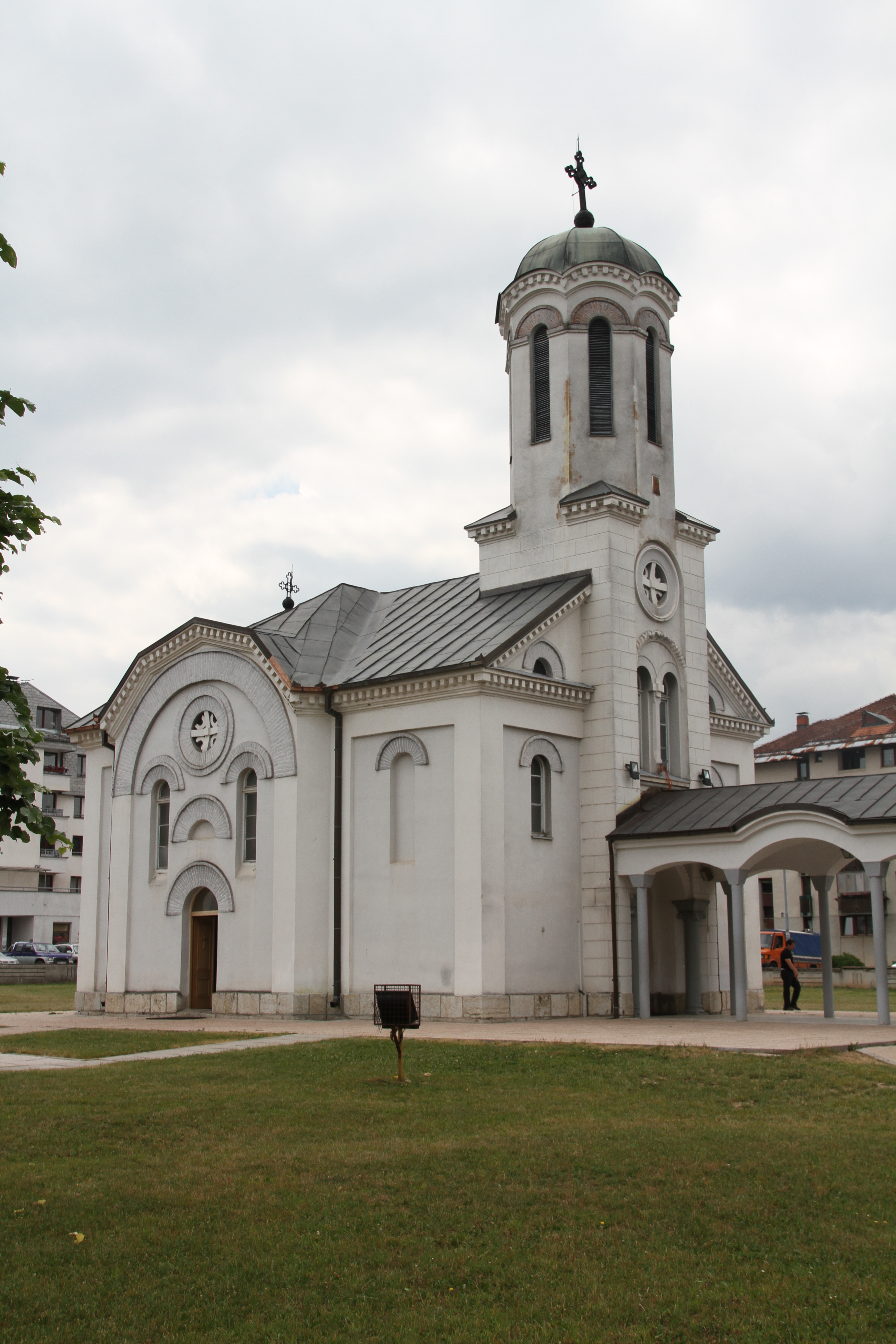
L'église de la Dormition-de-la-Mère-de-Dieu de Pale
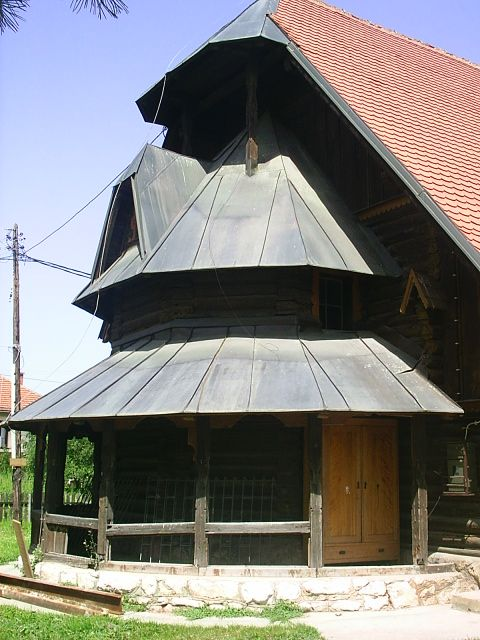
L'église Saint-Joseph de Pale

Sur le territoire de la municipalité se trouve également la nécropole de Mramorje (Buđ), qui abrite 127 stećci, un type particulier de tombes médiévales ; le site est inscrit sur la liste des monuments nationaux et sur celle des 22 sites avec des stećci proposés par le pays pour une inscription au patrimoine mondial de l'UNESCO.

## Personnalités
- Aleksandar Kosorić (né en 1987), footballeur
- Goran Trobok (né en 1974), footballeur
- Jelena Lolović (née en 1981), skieuse
- Ognjen Koroman (né en 1978), footballeur
- Trifko Grabež (1895-1918), membre de l'organisation La Main noire
- Žana Novaković (né en 1985), skieuse

## Coopération internationale
Pale a signé des accords de coopération avec les villes suivantes :
- Smederevo (Serbie)
- Pomáz (Hongrie)